# سيمون بيل
سيمون بيل (بالإنجليزية: Simone Bell)‏ وهي سياسية سابقة من أتلانتا (جورجيا). تم انتخابها في الحزب الديمقراطي في جورجيا في ديسمبر / كانون الأول 2009 من الدائرة الثامنة والخمسين للولاية في مقاطعتي ديكالب وفولتن.
تقع المنطقة في شرق اتلانتا وتشمل الأحياء التالية: إيست أتلانتا، كاباجتاون، رينولدزتاون، إدجوود، جريشام بارك، جرانت بارك، كيركوود، أورموود بارك وباريس هايتس.
وقد احتُفظ بالمقعد لروبن شيب من 2007 إلى 2009 لكن شيب استقال في عام 2009 بسبب النزاعات معها كمدعية في مقاطعة فولتون، مما أدى إلى إجراء انتخابات خاصة. وفي الانتخابات التي أجريت في 3 نوفمبر 2009، فازت «بيل» بـ 24٪ من الأصوات من أصل خمسة مرشحين، لتحتل المركز الثاني خلف المحامي وزميله الديمقراطي آشا جاكسون. في جولة الإعادة، فازت بيل على جاكسون بنسبة 56 ٪ إلى 44 ٪. وأدت اليمين الدستوري لرئيس المحكمة كارول هونشتاين من المحكمة العليا الجورجية في 22 ديسمبر 2009. خاضت بيل الانتخابات من دون معارضة لإعادة انتخابها في عام 2010 ؛ هزمت الخصم الأساسي رالف لونغ في عام 2012 وعام 2014. وفي 29 أكتوبر 2015، أعلنت بيل استقالتها من منصبها لتعمل كمديرة إقليمية في الجنوب. نُفذت استقالتها في 13 نوفمبر 2015. وقد خلفها بارك كانون.
ولدت بيل ونشأت في مدينة ديترويت، ميشيغان، وجاءت إلى جورجيا لحضور كلية أغنيس سكوت في ديكاتور. تعمل في المكتب الإقليمي الجنوبي لشركة لامبدا القانونية، وهي مجموعة قانونية وطنية غير ربحية تركز على قضايا المثليين والمتحولين جنسياً.
تعتبر بيل هي أول مثلية أمريكية من أصل إفريقي تخدم في هيئة تشريعية بالولاية الأمريكية.

## وصلات خارجية
- Legislative homepage
- Campaign and constituency website